# Castellserà
Castellserà település Spanyolországban, Lleida tartományban. Castellserà Preixens, Agramunt, La Fuliola, Penelles és Montgai községekkel határos. Lakosainak száma 993 fő (2024).

## Népesség
A település népessége az utóbbi években az alábbiak szerint változott:
| Lakosok száma | 161  | 918  | 1382 | 1317 | 1218 | 1117 | 1131 | 1083 | 1003 | 993  |
|               | 1717 | 1887 | 1936 | 1960 | 1986 | 2004 | 2009 | 2014 | 2019 | 2024 |